# عباس‌آباد چهارده معصوم
عباس آبادچهارده معصوم روستایی در دهستان محمودآبادسید بخش زیدآباد شهرستان سیرجان استان کرمان ایران است.

## جمعیت
بر پایه سرشماری عمومی نفوس و مسکن در سال ۱۳۹۵ جمعیت این مکان ۱۱۶ نفر (۳۲خانوار) بوده‌است.